# René Pijnen
Marinus Augustinus Josephus Pijnen –conocido como René Pijnen– (Woensdrecht, 3 de septiembre de 1946) es un deportista neerlandés que compitió en ciclismo en las modalidades de ruta y pista.
Participó en los Juegos Olímpicos de México 1968, obteniendo la medalla de oro en la prueba de carretera de contrarreloj por equipos (junto a Fedor den Hertog, Jan Krekels y Joop Zoetemelk), y el quinto lugar en la prueba de ruta.
Sus mayores éxitos los logró en la Vuelta a España, prueba en la que
logró cuatro victorias de etapa (tres en 1971 y una en 1972). Además obtuvo una medalla de bronce en el Campeonato Mundial de Ciclismo en Ruta de 1967, en la prueba de ruta.
En pista ganó dos medallas en el Campeonato Mundial de Ciclismo en Pista, plata en 1973 y bronce en 1974.

## Medallero internacional

### Ciclismo en ruta
| Juegos Olímpicos   | Juegos Olímpicos           | Juegos Olímpicos  | Juegos Olímpicos         |
| Año                | Lugar                      | Medalla           | Competición              |
| ------------------ | -------------------------- | ----------------- | ------------------------ |
| 1968               | Ciudad de México ( México) | Medalla de oro    | Contrarreloj por equipos |
| Campeonato Mundial |                            |                   |                          |
| Año                | Lugar                      | Medalla           | Competición              |
| 1967               | Heerlen ( Países Bajos)    | Medalla de bronce | Ruta (P)                 |

### Ciclismo en pista
| Campeonato Mundial | Campeonato Mundial      | Campeonato Mundial | Campeonato Mundial         |
| Año                | Lugar                   | Medalla            | Competición                |
| ------------------ | ----------------------- | ------------------ | -------------------------- |
| 1973               | San Sebastián ( España) | Medalla de plata   | Persecución individual (P) |
| 1974               | Montreal ( Canadá)      | Medalla de bronce  | Persecución individual (P) |

## Palmarés en ruta
1967
- 1.º en la Vuelta a Escocia
- Vencedor de una etapa a la Vuelta a la provincia de Namur

1968
- Campeón olímpico de contrarreloj por equipos  (con Fedor den Hertog, Jan Krekels y Joop Zoetemelk)

1969
- 2 etapas en el Tour de Luxemburgo
- Tour del Nord
- Premio Nacional de Clausura

1971
- 3 etapas en la Vuelta a España
- Vencedor de una etapa en el Tour de la Nouvelle France
- Vencedor de una etapa de la Midi Libre

1972
- 1 etapa en la Vuelta a España
- G. P. de Fourmies, más 1 etapa
- 1 etapa en el Tour du Nord

## Palmarés en pista
| 1970 - Seis días de Amberes (con Klaus Bugdahl y Peter Post) 1971 - Seis días de Amberes (con Leo Duyndam y Peter Post) 1972 - Seis días de Amberes (con Leo Duyndam y Theo Verschueren) - Seis días de Róterdam (con Leo Duyndam) - Seis días de Berlín (con Leo Duyndam) 1973 - Subcampeón de mundo de persecución en pista - Campeón de Europa de Madison (con Leo Duyndam) - Campeón de los Países Bajos de persecución - Campeón de los Países Bajos de 50 km en pista - Seis días de Amberes (con Leo Duyndam y Gerard Koel) - Seis días de Róterdam (con Leo Duyndam) - Seis días de Múnich (con Leo Duyndam) 1974 - 3.er puesto en el Campeonato mundial de persecución en pista - Campeón de Europa de Madison (con Patrick Sercu) - Seis días de Dortmund (con Patrick Sercu) - Seis días de Londres (con Patrick Sercu) - Seis días de Róterdam (con Leo Duyndam) - Seis días de Bremen (con Leo Duyndam) - Seis días de Berlín (con Roy Schuiten) 1975 - Seis días de Bremen (con Patrick Sercu) - Seis días de Münster (con Günter Haritz) 1976 - Campeón de Europa de Madison (con Günter Haritz) - Seis días de Bremen (con Günter Haritz) - Seis días de Münster (con Günter Haritz) 1977 - Seis días de Herning (con Gert Frank) - Seis días de Colonia (con Günter Haritz) - Seis días de Róterdam (con Danny Clark) - Seis días de Grenoble (con Francesco Moser) 1978 - Campeón de Europa de Derny - Seis días de Dortmund (con Francesco Moser) - Seis días de Maastricht (con Gerrie Knetemann) - Seis días de Róterdam (con Danny Clark) | 1979 - Seis días de Bremen (con Danny Clark) - Seis días de Groninga (con Wilfried Peffgen) - Seis días de Copenhague (con Gert Frank) - Seis días de Amberes ( con Michel Vaarten y Albert Fritz) - Seis días de Grenoble (con Francesco Moser) - Seis días de Herning (con Gert Frank) 1980 - Campeón de Europa de Madison (con Michel Vaarten) - Seis días de Colonia (con Danny Clark) - Seis días de Maastricht (con Gerrie Knetemann) - Seis días de Róterdam (con Jan Raas) - Seis días de Amberes (con Wilfried Peffgen y Roger De Vlaeminck) 1981 - Seis días de Bremen (con Gregor Braun) - Seis días de Maastricht (con Ad Wijnands) - Seis días de Münster (con Gert Frank) - Seis días de Amberes (con Alfons De Wolf) 1982 - Campeón de Europa de Madison (con Patrick Sercu) - Seis días de Bremen (con Albert Fritz) - Seis días de Copenhague (con Patrick Sercu) - Seis días de Maastricht (con Ad Wijnands) - Seis días de Múnich (con Patrick Sercu) - Seis días de Róterdam (con Patrick Sercu) 1983 - Seis días de Bremen (con Gregor Braun) - Seis días de Gante (con Etienne De Wilde) - Seis días de Múnich (con Urs Freuler) - Seis días de Róterdam (con Patrick Sercu) - Seis días de Amberes (con Constant Tourné) - Seis días de Madrid (con Enrique Martínez Heredia) 1984 - Seis días de Dortmund (con Francesco Moser) - Seis días de Colonia (con Josef Kristen) - Seis días de Maastricht (con Danny Clark) - Seis días de Milán (con Francesco Moser) - Seis días de Róterdam (con Urs Freuler) 1985 - Campeón de Europa de Madison (con Gert Frank) - Seis días de Múnich (con Urs Freuler) - Seis días de Róterdam (con Danny Clark) - Seis días de Zúrich (con Gert Frank) 1986 - Seis días de Maastricht (con Dietrich Thurau) - Seis días de Stuttgart (con Gert Frank) 1987 - Seis días de Colonia (con Dietrich Thurau) |